# Horst Peter
Horst Peter (ur. 24 kwietnia 1946 w Lipsku) – niemiecki siatkarz, medalista igrzysk olimpijskich i mistrzostw świata.

## Życiorys
Peter był w składzie reprezentacji Niemiec Wschodnich podczas igrzysk 1968 w Meksyku. Zagrał w siedmiu z dziewięciu meczów, po których drużyna NRD zajęła 4. miejsce. Tryumfował z reprezentacją na rozgrywanych w Bułgarii mistrzostwach świata 1970. Peter wystąpił także na igrzyskach 1972 odbywających się w Monachium. Zagrał w trzech meczach fazy grupowej oraz w przegranym finale z Japonią.
Grał w klubie SC Leipzig, z którym 7 razy wywalczył mistrzostwo krajowe w roku 1965 i w latach 1967-1972.